# شورلت ملیبو
شورلت ملیبو (به انگلیسی: Chevrolet Malibu) یکی از مدل‌های سواری شرکت شورلت است.
این خودرو در کانزاس سیتی ساخته می‌شود.

## نگارخانه

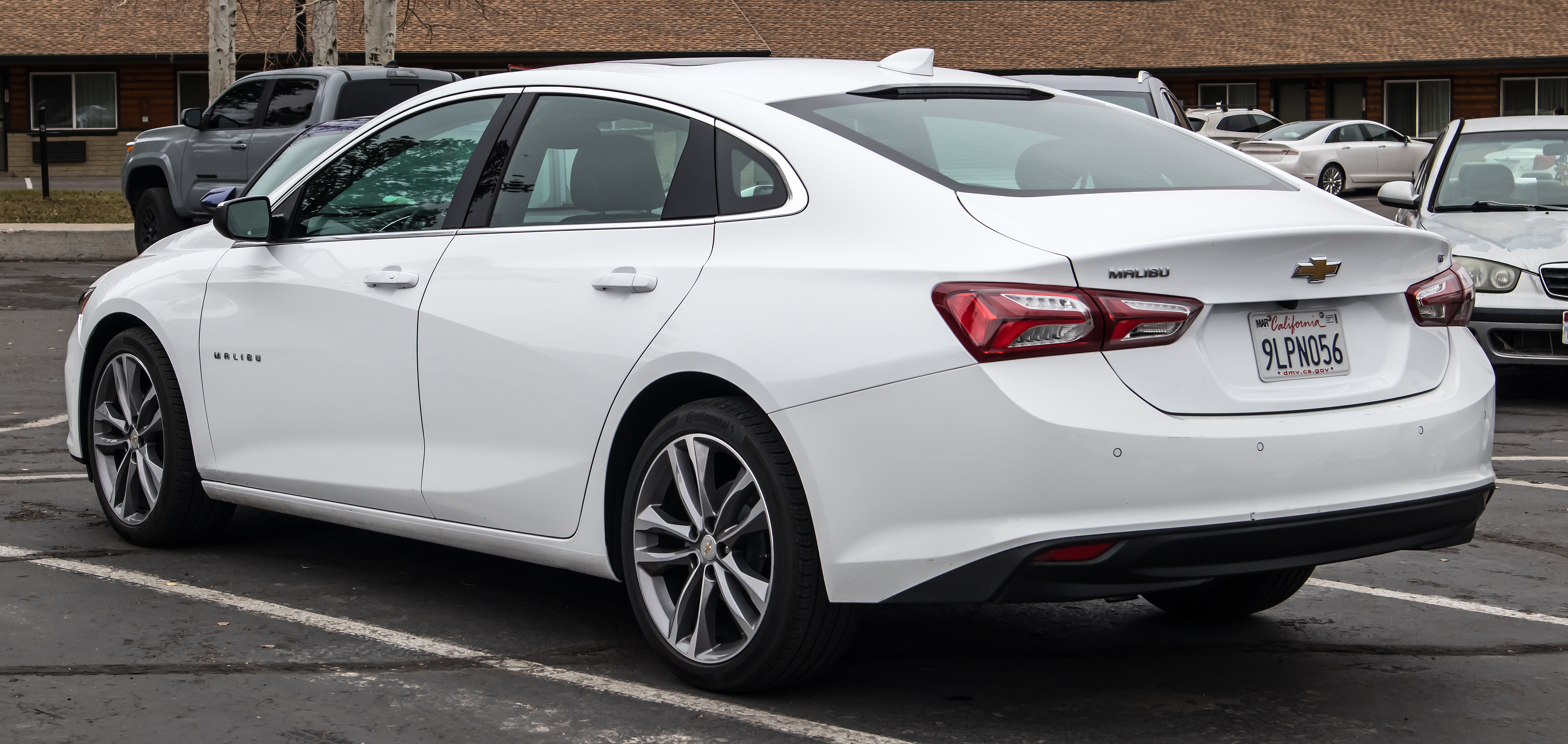
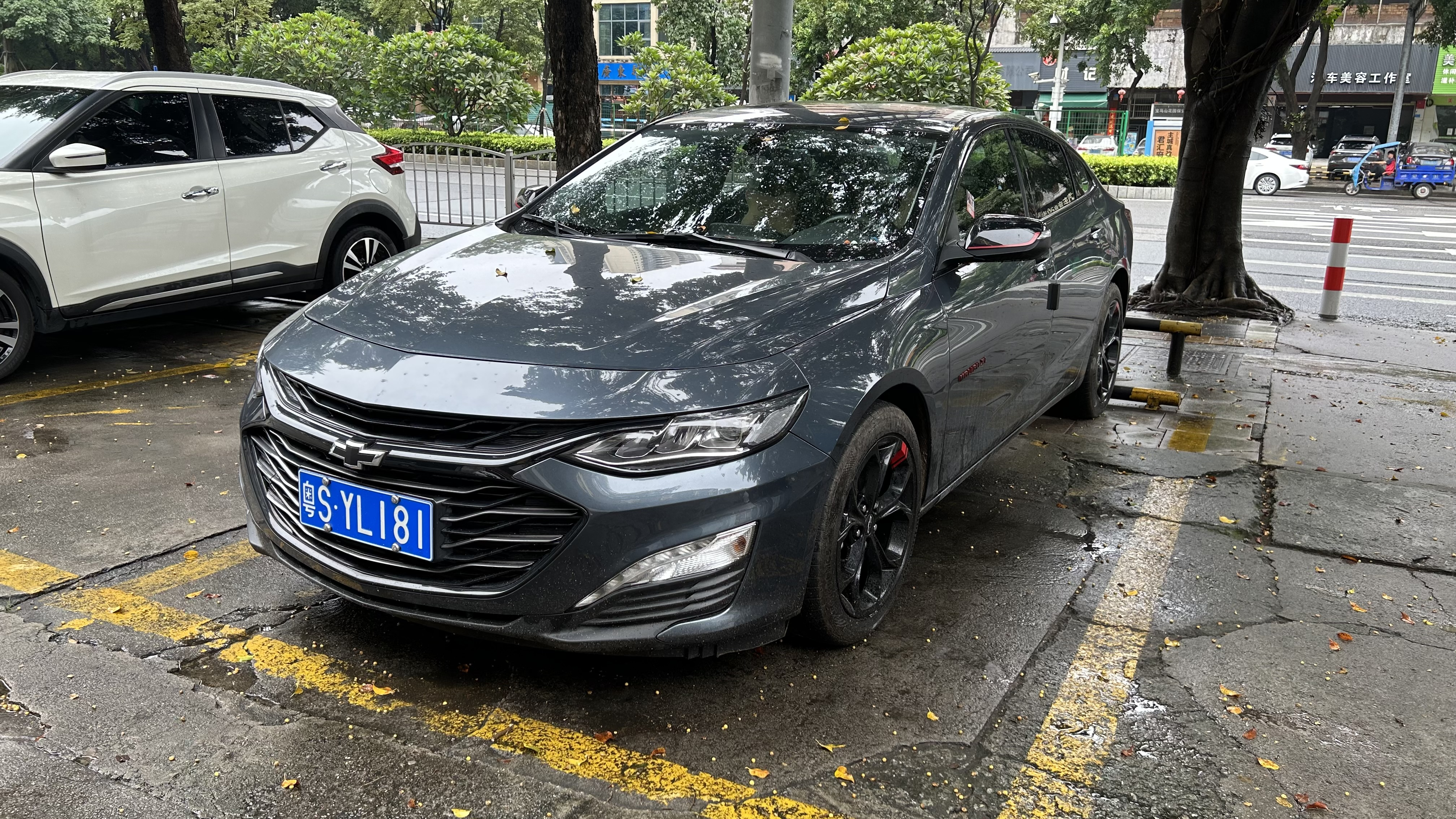
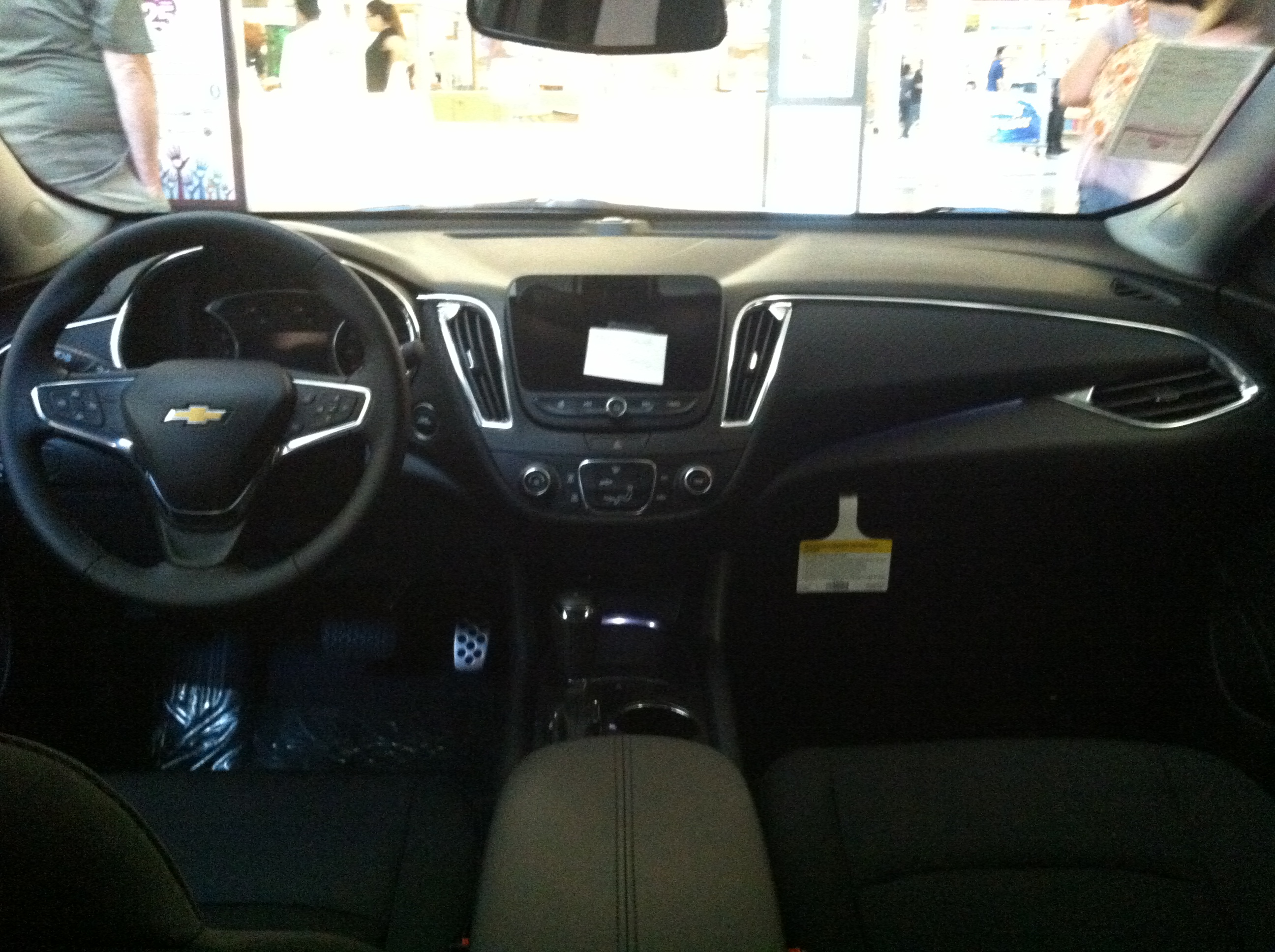